# Sfernost
Sfêrnost (tudi sfêričnost) je merilo, kako zelo je oblika objekta podobna obliki popolne sfere. Sfernost kroglic v krogličnem ležaju na primer določa kakovost ležaja, kot je obremenitev, ki jo lahko prenese, ali hitrost, s katero se lahko vrti, ne da bi odpovedal. Sfernost je poseben primer mere kompaktnosti oblike. Sfernost {\displaystyle \Psi \!\,} delca, kot jo je definiral Hakon Wadell leta 1935, je razmerje med površino sfere z enako prostornino kot dano telo in površino telesa:
{\displaystyle \Psi ={\frac {\pi ^{\frac {1}{3}}(6V_{p})^{\frac {2}{3}}}{A_{p}}}\!\,,}
kjer je:
- {\displaystyle V_{p}\!\,} – prostornina telesa,
- {\displaystyle A_{p}\!\,} – površina telesa.

Sfernost sfere je enaka 1 po definiciji, in po izoperimetrični neenakosti bo imelo vsako telo, ki ni sfera, sfernost manjšo od 1.
Sfernost velja v treh razsežnostih. Njen analog v dveh razsežnostih, kot so krožnice prečnega prereza vzdolž valjnega objekta, kot je gred, se imenuje okroglost.

## Elipsoidni objekti
Sfernost {\displaystyle \Psi \!\,} sploščenega sferoida (podobnega obliki planeta Zemlja) je:
{\displaystyle \Psi ={\frac {\pi ^{\frac {1}{3}}(6V_{\rm {p}})^{\frac {2}{3}}}{A_{\rm {p}}}}={\frac {2{\sqrt[{3}]{ab^{2}}}}{a+{\frac {b^{2}}{\sqrt {a^{2}-b^{2}}}}\ln {\left({\frac {a+{\sqrt {a^{2}-b^{2}}}}{b}}\right)}}}\!\,,}
kjer sta {\displaystyle a\!\,} in {\displaystyle b\!\,} velika in mala polos nosilne elipse. Za Zemljo veljata polmera {\displaystyle a=6378,1366{\text{ km}}\!\,} in {\displaystyle b=6356,7523{\text{ km}}\!\,,}
in njena sfernost:
{\displaystyle \Psi _{\rm {Z}}={\frac {\pi ^{\frac {1}{3}}(6V_{\rm {Z}})^{\frac {2}{3}}}{A_{\rm {Z}}}}={\frac {2{\sqrt[{3}]{6378,1366\cdot 6356,7523^{2}}}}{6378,1366+{\frac {6356,7523^{2}}{\sqrt {6378,1366^{2}-6356,7523^{2}}}}\ln {\left({\frac {6378,1366+{\sqrt {6378,1366^{2}-6356,7523^{2}}}}{6356,7523}}\right)}}}=0,999997993825555\ldots \!\,.}

## Izpeljava
Wadell je definiral sfernost kot površino sfere z enako prostornino delca, deljeno z dejansko površino delca.
Najprej je treba zapisati površino sfere {\displaystyle A_{\rm {s}}\!\,} z izrazi prostornine delca {\displaystyle V_{\rm {d}}\!\,}:
{\displaystyle A_{\rm {s}}^{3}=\left(4\pi r^{2}\right)^{3}=4^{3}\pi ^{3}r^{6}=4\pi \left(4^{2}\pi ^{2}r^{6}\right)=4\pi \cdot 3^{2}\left({\frac {4^{2}\pi ^{2}}{3^{2}}}r^{6}\right)=36\pi \left({\frac {4\pi }{3}}r^{3}\right)^{2}=36\,\pi V_{\rm {d}}^{2}\!\,}
in tako:
{\displaystyle A_{\rm {d}}=\left(36\,\pi V_{\rm {d}}^{2}\right)^{\frac {1}{3}}=36^{\frac {1}{3}}\pi ^{\frac {1}{3}}V_{\rm {d}}^{\frac {2}{3}}=6^{\frac {2}{3}}\pi ^{\frac {1}{3}}V_{\rm {d}}^{\frac {2}{3}}=\pi ^{\frac {1}{3}}\left(6V_{\rm {d}}\right)^{\frac {2}{3}}\!\,,}
od koder se definira {\displaystyle \Psi \!\,} kot:
{\displaystyle \Psi ={\frac {A_{\rm {s}}}{A_{\rm {d}}}}={\frac {\pi ^{\frac {1}{3}}\left(6V_{\rm {d}}\right)^{\frac {2}{3}}}{A_{\rm {d}}}}\!\,.}

## Sfernost običajnih objektov
| ime                                          | slika                     | prostornina                                                                                              | površina                                                                               | sfernost |
| -------------------------------------------- | ------------------------- | --- | -------------------------------------------------------------------------------------- | --- |
| platonska telesa                             |                           | |                                                                                        | |
| tetraeder                                    | Tetraeder                 | {\displaystyle {\frac {\sqrt {2}}{12}}\,s^{3}\!\,}                                                       | {\displaystyle {\sqrt {3}}\,s^{2}\!\,}                                                 | {\displaystyle \left({\frac {\pi }{6{\sqrt {3}}}}\right)^{\frac {1}{3}}\approx 0,671\!\,}                                                                   |
| kocka                                        | Kocka (heksaeder)         | {\displaystyle s^{3}\!\,}                                                                                | {\displaystyle 6\,s^{2}\!\,}                                                           | {\displaystyle \left({\frac {\pi }{6}}\right)^{\frac {1}{3}}\approx 0,806\!\,}                                                                              |
| oktaeder                                     | Oktaeder                  | {\displaystyle {\frac {1}{3}}{\sqrt {2}}\,s^{3}\!\,}                                                     | {\displaystyle 2{\sqrt {3}}\,s^{2}}                                                    | {\displaystyle \left({\frac {\pi }{3{\sqrt {3}}}}\right)^{\frac {1}{3}}\approx 0,846\!\,}                                                                   |
| dodekaeder                                   | Dodekaeder                | {\displaystyle {\frac {1}{4}}\left(15+7{\sqrt {5}}\right)\,s^{3}\!\,}                                    | {\displaystyle 3{\sqrt {25+10{\sqrt {5}}}}\,s^{2}\!\,}                                 | {\displaystyle \left({\frac {\left(15+7{\sqrt {5}}\right)^{2}\pi }{12\left(25+10{\sqrt {5}}\right)^{\frac {3}{2}}}}\right)^{\frac {1}{3}}\approx 0,910\!\,} |
| ikozaeder                                    | Ikozaeder                 | {\displaystyle {\frac {5}{12}}\left(3+{\sqrt {5}}\right)\,s^{3}\!\,}                                     | {\displaystyle 5{\sqrt {3}}\,s^{2}\!\,}                                                | {\displaystyle \left({\frac {\left(3+{\sqrt {5}}\right)^{2}\pi }{60{\sqrt {3}}}}\right)^{\frac {1}{3}}\approx 0,939\!\,}                                    |
| okrogle oblike                               |                           | |                                                                                        | |
| stožec {\displaystyle (h=2{\sqrt {2}}r)\!\,} |                           | {\displaystyle {\frac {1}{3}}\pi \,r^{2}h\!\,} {\displaystyle ={\frac {2{\sqrt {2}}}{3}}\pi \,r^{3}\!\,} | {\displaystyle \pi \,r(r+{\sqrt {r^{2}+h^{2}}})\!\,} {\displaystyle =4\pi \,r^{2}\!\,} | {\displaystyle \left({\frac {1}{2}}\right)^{\frac {1}{3}}\approx 0,794\!\,}                                                                                 |
| polobla                                      |                           | {\displaystyle {\frac {2}{3}}\pi \,r^{3}\!\,}                                                            | {\displaystyle 3\pi \,r^{2}\!\,}                                                       | {\displaystyle \left({\frac {16}{27}}\right)^{\frac {1}{3}}\approx 0,840\!\,}                                                                               |
| valj {\displaystyle (h=2\,r)\!\,}            |                           | {\displaystyle \pi r^{2}h=2\pi \,r^{3}\!\,}                                                              | {\displaystyle 2\pi r(r+h)=6\pi \,r^{2}\!\,}                                           | {\displaystyle \left({\frac {2}{3}}\right)^{\frac {1}{3}}\approx 0,874\!\,}                                                                                 |
| svitek {\displaystyle (R=r)\!\,}             |                           | {\displaystyle 2\pi ^{2}Rr^{2}=2\pi ^{2}\,r^{3}\!\,}                                                     | {\displaystyle 4\pi ^{2}Rr=4\pi ^{2}\,r^{2}\!\,}                                       | {\displaystyle \left({\frac {9}{4\pi }}\right)^{\frac {1}{3}}\approx 0,894\!\,}                                                                             |
| sfera                                        |                           | {\displaystyle {\frac {4}{3}}\pi r^{3}\!\,}                                                              | {\displaystyle 4\pi \,r^{2}\!\,}                                                       | {\displaystyle 1\!\,} |
| druge oblike                                 |                           | |                                                                                        | |
| rombski triakontaeder                        | Rombski triakontaeder     | {\displaystyle 4{\sqrt {5+2{\sqrt {5}}}}\,s^{3}\!\,}                                                     | {\displaystyle 12{\sqrt {5}}\,s^{2}\!\,}                                               | {\displaystyle {\frac {\pi ^{\frac {1}{3}}\left(24{\sqrt {5+2{\sqrt {5}}}}\right)^{\frac {2}{3}}}{12{\sqrt {5}}}}\approx 0,9609\!\,}                        |
| disdiakisni triakontaeder                    | Disdiakisni triakontaeder | {\displaystyle {\frac {180}{11}}\left(5+4{\sqrt {5}}\right)\,s^{3}\!\,}                                  | {\displaystyle {\frac {180}{11}}{\sqrt {179-24{\sqrt {5}}}}\,s^{2}\!\,}                | {\displaystyle {\frac {\left(\left(5+4{\sqrt {5}}\right)^{2}{\frac {11\pi }{5}}\right)^{\frac {1}{3}}}{\sqrt {179-24{\sqrt {5}}}}}\approx 0,9857\!\,}       |